# Germans Maristes de les Escoles
Els Germans Maristes de les Escoles (en llatí Institutum Fratrum Maristarum a Scholis) són un institut religiós masculí de dret pontifici. Els membres d'aquesta congregació laica, també anomenats Germanets de Maria (pel primer nom de la congregació: Institutum Parvulorum Fratrum Mariae), posposen al seu nom les sigles F.M.S. o P.F.M. L'objectiu de la congregació és l'educació cristiana i l'ensenyament (primari i secundari) dels joves. També organitzen convivències i residències per a estudiants i, en terres on tenen missions, orfenats. A 31 de desembre de 2005, la congregació tenia 751 cases i 4.262 religiosos. Són presents a la majoria d'estats de l'Europa occidental i central i a Romania, a tots els estats d'Amèrica, en molts d'Àfrica, Àsia i Oceania. No s'han de confondre amb els Pares Maristes de la Societat de Maria, orde religiós fundat un any abans.

## Història
La congregació va néixer a La Valla-en-Gier, prop de Lió, el 2 de gener de 1817, per obra de Marcel·lí Champagnat, jove sacerdot francès que va observar la gran ignorància en matèria de religió i la falta d'educació elemental dels joves al medi rural, encara més greus llavors per la supressió de molts ordes i instituts religiosos que havia tingut durant la Revolució Francesa. El pare Champagnat va iniciar una intensa obra educativa per a posar-hi remei. Mesos abans, el 23 de juliol de 1816 ja havia donat origen, amb altres companys de seminari dirigits per Jean-Claude Colin, a la Societat de Maria o dels Pares Maristes, que volia lluitar contra l'indiferentisme religiós imperant.
Enviat a La Valla-en-Gier, va obrir-hi una escola i, dintre de l'espiritualitat de la Societat de Maria, va iniciar, amb dos aspirants a mestre, una nova congregació d'ensenyament, a la que donà el nom de Germans Maristes de les Escoles tot i que preferia el de Germanets de Maria. Segons ell, la congregació no havia de fer "publicitat" de la seva obra, sinó fer "el bé sense soroll". El 1824 va iniciar-se la construcció de l'Hermitage de Saint-Chamond, que esdevé seu general de l'institut i que fou cedit a la branca clerical de la família marista i als Germans Maristes.
Van tenir el primer reconeixement papal fou en 1836 i va obtenir el decretum laudis el 9 de desembre de 1859 i va ser aprovada el 9 de gener de 1863. Les constitucions van ésser aprovades el 27 de maig de 1903.
En 1858 van traslladar-se a Saint-Genis-Laval, a Lió. La primera filial fora de França fou la d'Anglaterra el 1852 i el 1858 a Bèlgica i, a partir de 1867 a estats fora d'Europa.

## Enllaços externs

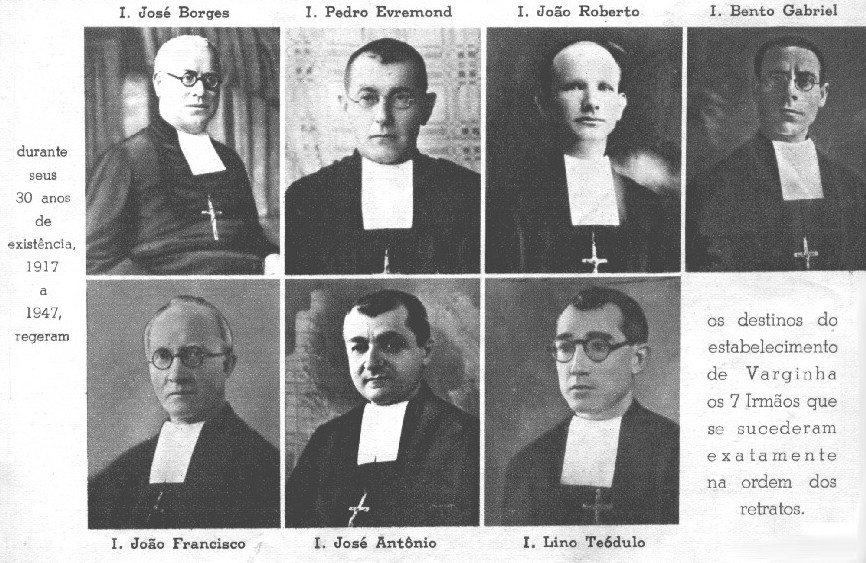
Directors del col·legi brasiler de Varginha, amb l'hàbit de l'orde
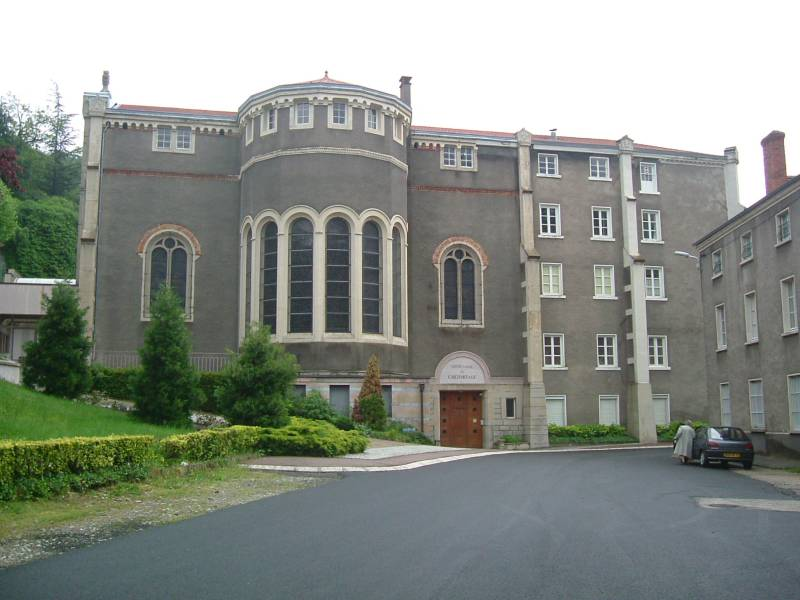
Saint-Chamond, seu general de l'orde
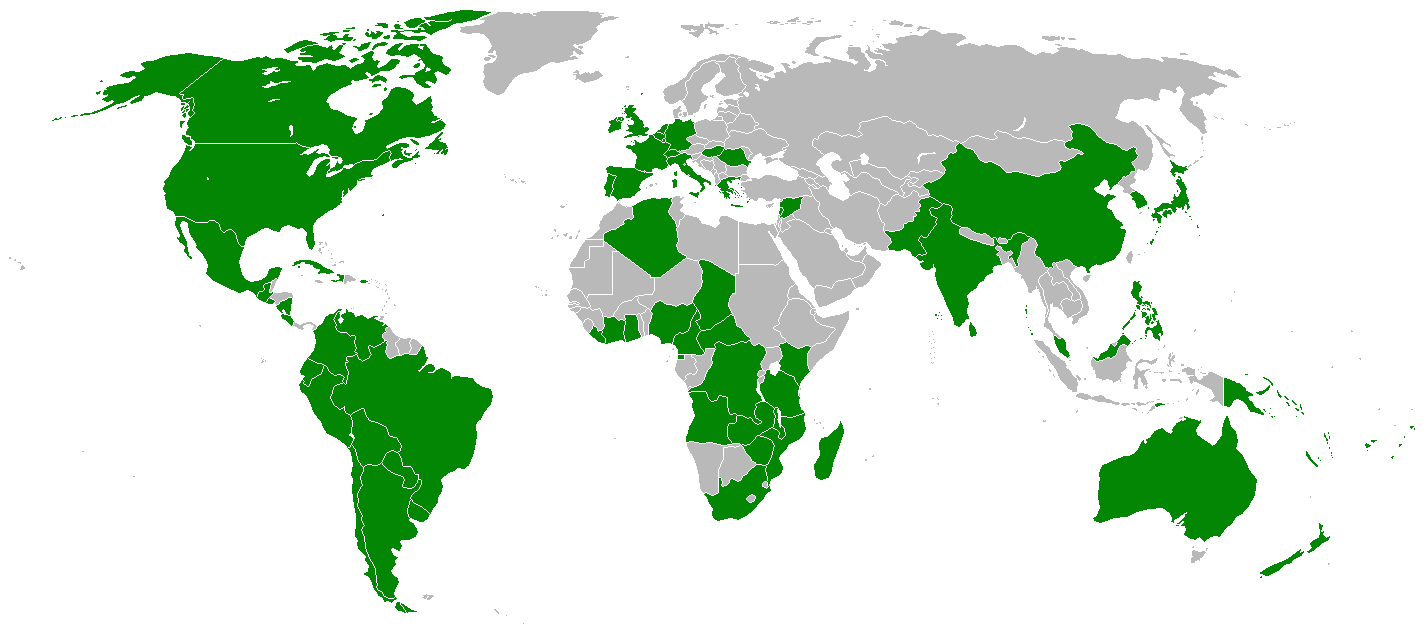
Expansió de l'orde al món